# Стрмина (Словакия)
Стрмина (словац. Strmina) — природный заповедник, находящийся в ведении государственной службы охраны природы Малых Карпат.
Расположен в округе Малацки в Братиславском крае. Территория с площадью 196,28 га была выделена в природный заповедник в 1988 году. Охранный пояс определён не был. 
Предметом охраны является Охрана карстовых явлений и сохранившихся растительных и животных сообществ Малых Карпат.

## Внешние ссылки
- Природный заповедник Стрмина, государственный кадастр особо охраняемых уголков природы Словацкой Республики  (словац.)
- Охраняемые территории, Государственная служба охраны природы Словацкой Республики  (словац.)